# Campeonato Mundial de Meia Maratona de 2010
O Campeonato Mundial de Meia Maratona de 2010 foi realizado na cidade de Nanning na China, no dia 16 de Outubro de 2010.  A competição teve lugar nas ruas da cidade, começando e terminando no Wuxiang Praça, com um prêmio total de US$245.000. 

## Resultados

### Individual

#### Masculino
| Colocação | Atleta          | Nacionalidade | Tempo   | Notas |
| --------- | --------------- | ------------- | ------- | ----- |
|           | Wilson Kiprop   | Quênia        | 1:00:07 |       |
|           | Zersenay Tadese | Eritreia      | 1:00:11 |       |
|           | Sammy Kitwara   | Quênia        | 1:00:22 |       |
| 4         | Silas Kipruto   | Quênia        | 1:01:03 |       |
| 5         | Samuel Tsegay   | Eritreia      | 1:01:13 | SB    |
| 6         | Titus Masai     | Quênia        | 1:01:24 |       |
| 7         | Lelisa Desisa   | Etiópia       | 1:01:28 |       |
| 8         | Birhanu Bekele  | Etiópia       | 1:01:28 | PB    |

#### Feminino
| Colocação | Atleta                  | Nacionalidade | Tempo   | Notas |
| --------- | ----------------------- | ------------- | ------- | ----- |
|           | Florence Jebet Kiplagat | Quênia        | 1:08:24 |       |
|           | Dire Tune               | Etiópia       | 1:08:34 |       |
|           | Peninah Jerop Arusei    | Quênia        | 1:09:05 |       |
| 4         | Feyse Tadese            | Etiópia       | 1:09:28 | PB    |
| 5         | Joyce Chepkirui         | Quênia        | 1:09:30 | PB    |
| 6         | Meseret Mengistu        | Etiópia       | 1:09:31 | PB    |
| 7         | Fate Tola               | Etiópia       | 1:09:38 | PB    |
| 8         | Zhu Xiaolin             | China         | 1:11:01 |       |

### Equipes

#### Masculino
| Colocação | Nacionalidade  | Atletas                                         | Tempo   |
| --------- | -------------- | ----------------------------------------------- | ------- |
|           | Quênia         | Wilson Kiprop Sammy Kitwara Silas Kipruto       | 3:01:32 |
|           | Eritreia       | Zersenay Tadese Samuel Tsegay Tewelde Estifanos | 3:03:04 |
|           | Etiópia        | Lelisa Desisa Birhanu Bekele Asefa Mengstu      | 3:05:26 |
| 4         | Japão          | Tomoya Onishi Tsuyoshi Ugachi Masato Imai       | 3:06:48 |
| 5         | África do Sul  | Lungisa Mdedelwa Samuel Segoaba Moorosi Soke    | 3:09:53 |
| 6         | Estados Unidos | Sean Quigley Antonio Vega Andrew Carlson        | 3:12:38 |
| 7         | França         | Ruben Iindongo Djamel Bachiri Driss El-Himer    | 3:13:07 |
| 8         | Peru           | John Cusi Jaime Caldua Constantino León         | 3:15:12 |

#### Feminino
| Colocação | Nacionalidade  | Atletas                                                          | Tempo   |
| --------- | -------------- | ---------------------------------------------------------------- | ------- |
|           | Quênia         | Florence Jebet Kiplagat Peninah Jerop Arusei Joyce Chepkirui     | 3:26:59 |
|           | Etiópia        | Dire Tune Feyse Tadese Meseret Mengistu                          | 3:27:33 |
|           | Japão          | Yoshimi Ozaki Ryoko Kizaki Azusa Nojiri                          | 3:33:40 |
| 4         | Austrália      | Nicole Chapple Jessica Trengove Benita Willis                    | 3:40:14 |
| 5         | Brasil         | Adriana Aparecida da Silva Sueli Silva Fabiane Cristine da Silva | 3:44:05 |
| 6         | Peru           | Gladys Tejeda Jimena Misayauri Julia Rivera                      | 3:46:00 |
| 7         | Estados Unidos | Stephanie Rothstein Samia Akbar Loretta Kilmer                   | 3:46:24 |
| 8         | China          | Zhu Xiaolin Hao Xiaofan Ding Changqin                            | 3:47:05 |